# Naomi Folkard
Naomi Anne Folkard (Leamington Spa, 18 september 1983) is een Brits boogschutter.
Folkard begon met boogschieten toen ze 7 jaar was. Ze behaalde diverse nationale en internationale prijzen. Naast haar activiteiten in de boogsport, speelt ze viool en piano en haalde een graad in muziek aan de universiteit in Birmingham.
Folkard deed mee aan de Olympische Spelen in Athene (2004), waar ze de 11e plaats behaalde. Bij het EK Indoor in Jaén (Spanje) (2006) won ze zilver. Op het EK Indoor in Turijn (2008) werd ze in de kwartfinale uitgeschakeld. Op het EK outdoor later dat jaar werd ze tweede. Met teamgenoten Alison Williamson en Charlotte Burgess behaalde ze bij de Olympische Spelen in Peking (2008) de vierde plaats. In 2012 deed ze wederom mee aan de Olympische Zomerspelen in Londen en deed ze samen met Amy Oliver en Alison Williamson mee aan de teamwedstrijd waar ze in de eerste ronde werden uitgeschakeld.